# Trapezoptera
Trapezoptera là một chi bướm đêm thuộc họ Erebidae.